# Lienella rufatoria
Lienella rufatoria là một loài tò vò trong họ Ichneumonidae.